# Haverskerke
Haverskerke (Frans: Haverskerque) is een gemeente in de Franse Westhoek, in het Franse Noorderdepartement (Frans: département du Nord, aan de Leie. De gemeente telde op 1 januari 2022 1.385 inwoners.
In de gemeente liggen nog verschillende gehuchtjes, zoals Le Forêt, La Croix Mairesse en Le Corbie.

## Geschiedenis
Haverskerke werd voor het eerst vermeld in 1047, als Haviskerka. Het voorvoegsel betreft een persoonsnaam. Haverskerke behoorde tot het graafschap Vlaanderen en werd tot baronie verheven.
De Mercatorkaart van Vlaanderen vermeldt de naam Haeskercke.
Tijdens de Eerste Wereldoorlog vonden verwoestingen plaats.

## Geografie
De oppervlakte van Haverskerke bedroeg op 1 januari 2022 9,17 vierkante kilometer; de bevolkingsdichtheid was toen 151 inwoners per km².

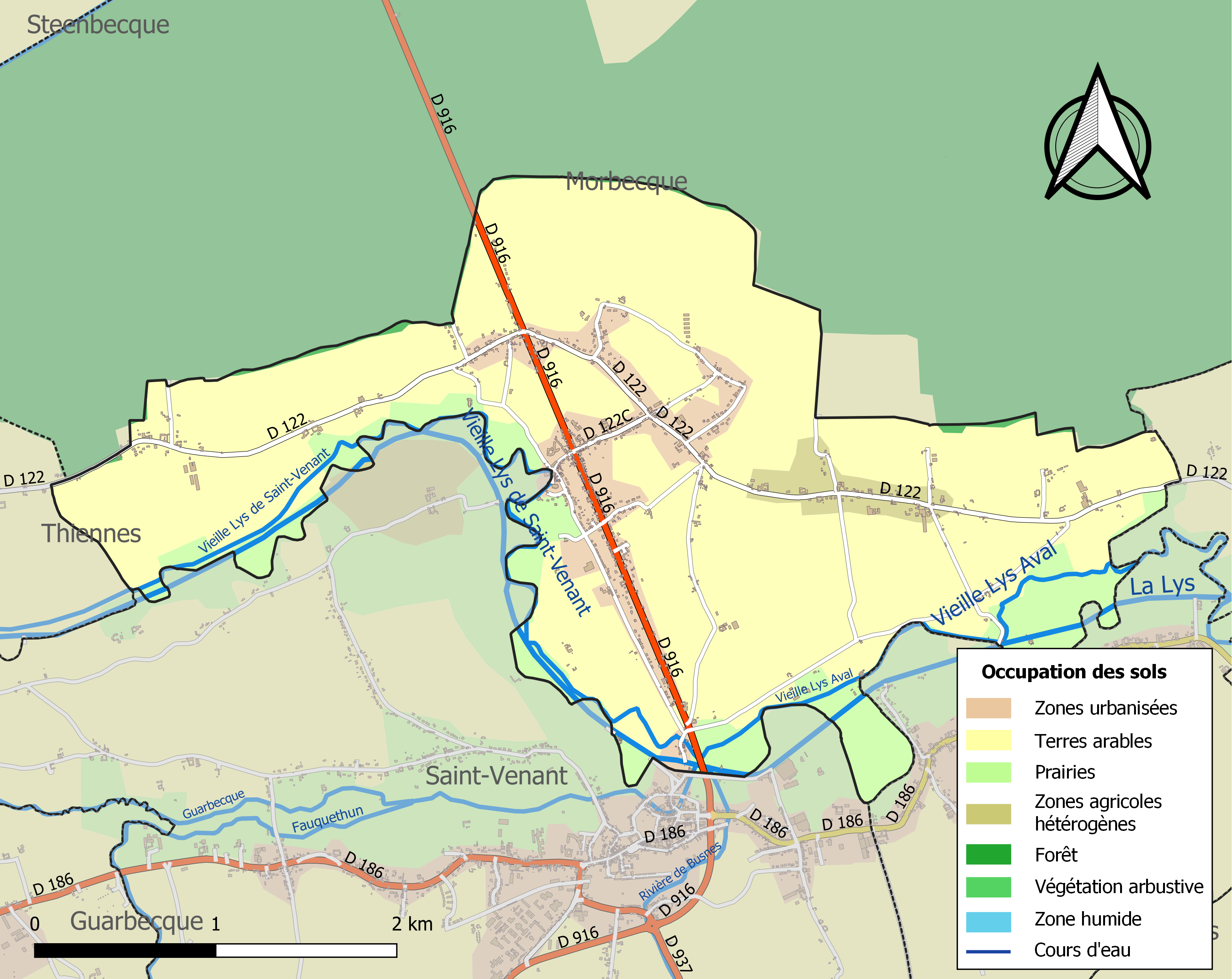
Kaart van de gemeente met belangrijkste infrastructuur, bodemgebruik en omliggende gemeenten

## Bezienswaardigheden
- De Sint-Vincentiuskerk (Église Saint-Vincent)
- Haverskerque British Cemetery, een Britse militaire begraafplaats met bijna 150 gesneuvelden uit beide wereldoorlogen.
- Op het kerkhof van Haverskerke liggen twee Britse oorlogsgraven uit de Eerste Wereldoorlog.

## Natuur en landschap
Haverskerke ligt in de vallei van de Leie op een hoogte van 14-19 meter. Ten noorden van de kom strekt zich het Forêt de Nieppe uit.

## Demografie
Onderstaande figuur toont het verloop van het inwonertal (bron: INSEE-tellingen).

## Nabijgelegen kernen
Saint-Venant, Thiennes, Steenbeke, Merville
Blaringem · Boezegem · Ebblingem · La Gorgue  · Haverskerke · Hazebroek · Linde · Meregem · Moerbeke · Nieuw-Berkijn · Ruisscheure · Steenbeke · Stegers · Tienen · Waalskappel · Zerkel
Armboutskappel · Arneke · Bambeke · Bavinkhove · Belle · Berten · Bieren · Bissezele · Blaringem · Boeschepe · Boezegem · Bollezele · Borre · Bray-Dunes · Broekburg · Broekkerke · Broksele · Buisscheure · Drinkam · Duinkerke · Ebblingem · Eke · Ekelsbeke · Eringem · Gijvelde · Godewaarsvelde · La Gorgue · Grand-Fort-Philippe · Grevelingen · Groot-Sinten · Hardefoort · Haverskerke · Hazebroek · Herzele · Holke · Hondegem · Hondschote · Hooimille · Houtkerke · Kaaster · Kapelle · Kapellebroek · Kassel · Killem · Kraaiwijk · Krochte · Kwaadieper · Lederzele · Ledringem · Leffrinkhoeke · Linde · Loberge · Loon · Meregem · Merkegem · Merris · Meteren · Millam · Moerbeke · Niepkerke · Nieuw-Berkijn · Nieuw-Koudekerke · Nieuwerleet · Noordpene · Ochtezele · Okselare · Oostkappel · Oud-Berkijn · Oudezele · Pitgam · Pradeels · Rekspoede · Rubroek · Ruisscheure · Sint-Janskappel · Sint-Joris · Sint-Mariakappel · Sint-Momelijn · Sint-Pietersbroek · Sint-Silvesterkappel · Sint-Winoksbergen · Soks · Spijker · Stapel · Steenbeke · Steenvoorde · Steenwerk · Stegers · Stene · Strazele · Terdegem · Téteghem-Coudekerque-Village · Tienen · Uksem · Vleteren · Volkerinkhove · Waalskappel · Warrem · Waten · Wemaarskappel · Westkappel · Wilder · Winnezele · Wormhout · Wulverdinge · Zegerskappel · Zerkel · Zermezele · Zoeterstee · Zuidkote · Zuidpene